# Javier Busto

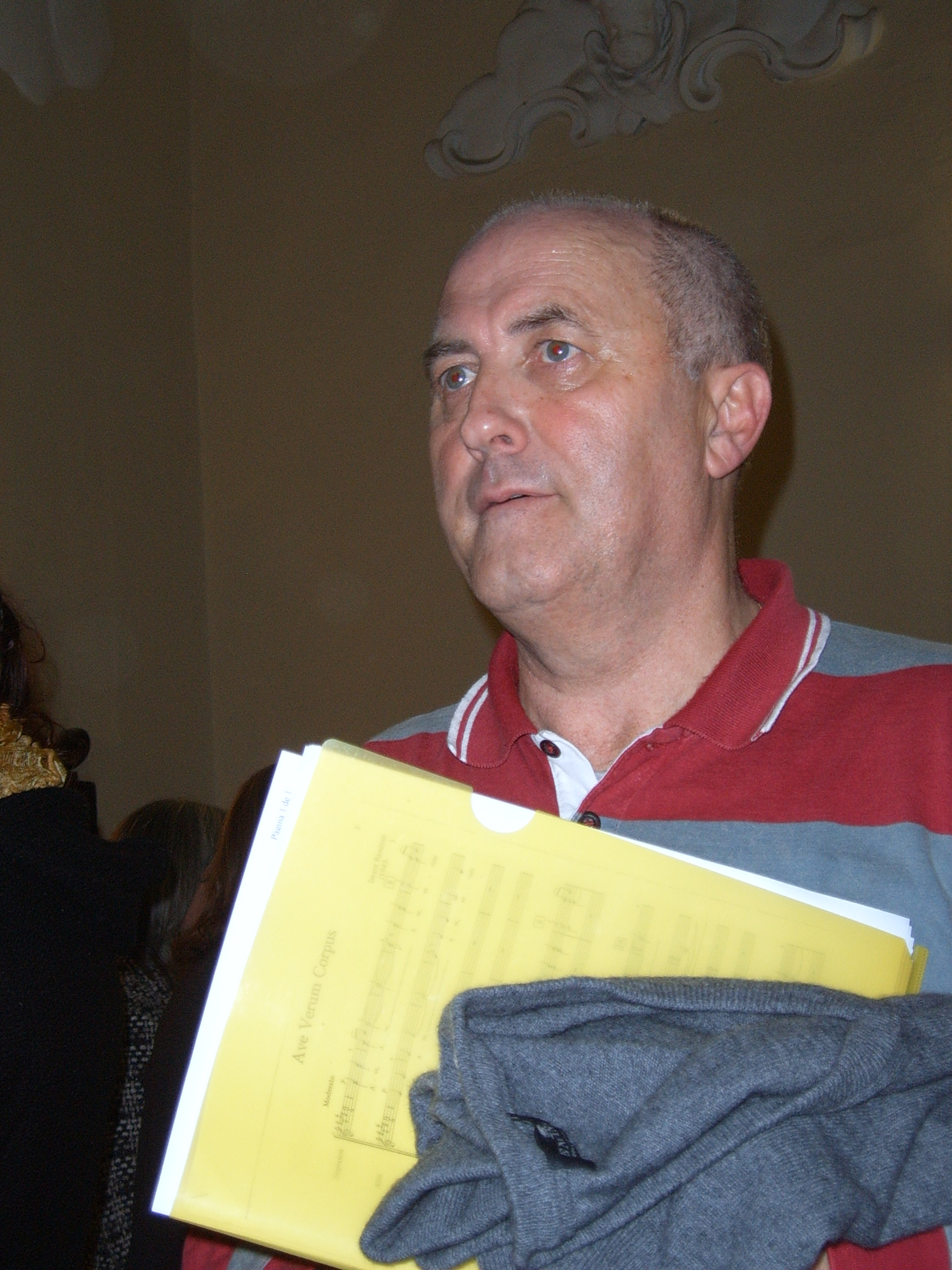
Javier Busto (2006)

Javier Busto Sagrado (* 13. November 1949 in Hondarribia, Baskenland, Spanien) ist ein spanischer Komponist und Chorleiter.

## Leben und Werk
Busto studierte Medizin an der Universität Valladolid. Er bildete sich autodidaktisch in Musik aus, bevor er von Erwin List in Chorleitung ausgebildet wurde. 1995 gründete er Kanta Cantemus Korua, einen Chor von jungen Frauen im Teenager-Alter. 1978 gründete er den Eskifaia Korua in Hondarribia.
Busto präsentierte seine Kompositionen beim Vierten Welt-Symposium für Chormusik in Sydney 1996 und war Gastdirigent beim Festival Tokyo Cantat 2000. Seine Chöre gewannen erste Preise bei Chorwettbewerben in Frankreich, Italien, Österreich und Deutschland. Busto war ferner mehrfach Jurymitglied bei Kompositions- und Chorwettbewerben in Spanien, Frankreich, Italien und Japan.

## Werk
Bustos Kompositionen werden in Schweden, Deutschland, Spanien und den Vereinigten Staaten verlegt.

### Gemischter Chor
- Ametsetan
- Agnus Dei
- Ave Maria
- Ave Maris Stella
- Ave Verum Corpus
- Laudate Pueri
- Lux Fulgebit
- O Sacrum Convivium
- O Magnum Mysterium
- Pater Noster
- The Lord Is My Shepherd
- Zutaz (divisi, a cappella)
- Missa pro defunctis (divisi, clarinete, soprano and bariton solos a cappella)

### Frauenchor
- Magnificat
- Popule Meus
- Laudate Dominum
- Salve Regina
- Bustapi
- Ave Maria Gratia Plena
- Hodie Christus Natus Est[4]

### Männerchor
- Cuatro cantos penitenciales